# عبد العزيز حمودة
عبد العزيز عبد السلام حمودة (2 رمضان 1356 هـ / 1937 - 3 شعبان 1427 هـ / 27 أغسطس 2006م)، هو كاتب مصري، أستاذ الأدب الإنجليزي بجامعة القاهرة، له قيمة نقدية كبيرة في الوطن العربي. أحدث زلزالا ثقافيا مدويا بتدشينه ملامح نظرية نقدية عربية حديثة في ثلاثيته: المرايا المقعرة، المرايا المحدبة والخروج من التيه والتي نشرت في سلسلة عالم المعرفة عن المجلس الأعلى للثقافة والفنون والآداب بدولة الكويت.

## نشأته ودراسته
ولد عام 1937م بقرية دلبشان مركز كفر الزيات بمحافظة الغربية بمصر وتلقى تعليمه الأولي بمدينة طنطا، ثم التحق بكلية الآداب قسم اللغة الإنجليزية جامعة القاهرة حتى تخرج عام 1962م ليبتعث إلى جامعة كورنيل الأمريكية للحصول على درجة الماجستير في الأدب المسرحي عام 1965 ثم حصل على الدكتوراة من نفس الجامعة عام 1968م، وعاد إلى جامعة القاهرة ليعمل بتدريس النقد والدراما والأدب المسرحي.
تدرج في عمله الأكاديمي حتى تم اختياره عميدا لكلية الآداب عام 1985م وحتى يوليو 1989م ثم عمل مستشارا ثقافيا لمصر بالولايات المتحدة الأمريكية وبعد العودة عمل بكلية الآداب رئيسا لقسم اللغة الإنجليزية- جامعة القاهرة (1992-1993)
عمل عميدا للدراسات العليا -جامعة الإمارات (1993-1997)
نائب جامعة مصر للعلوم والتكنلوجيا (1997-2003)
ثم تولى رئاسة جامعة مصر للعلوم والتكنولوجيا حتى توفي سنة 2006م عن عمر يناهز الثامنة والستين.

## الدراسات المنشورة
- علم الجمال والنقد الحديث- القاهرة (1963)
- المسرح السياسي- القاهرة (1969)
- مسرح رشاد رشدي-القاهرة (1972)
- البناء الدرامي- القاهرة (1975)
- المسرح الأمريكي- القاهرة (1979)
- الحلم الأمريكي: دراسة نقدية، 1993
- المرايا المحدبة: من البنيوية إلى التفكيك- عالم المعرفة- الكويت (1998).[1]
- المرايا المقعرة: نحو نظرية عربية- عالم المعرفة- الكويت (2001).[2]
- الخروج من التيه: دراسة في سلطة النص- عالم المعرفة- الكويت (2003)

## الأعمال الإبداعية
قدم له المسرح المسرحيات الآتية:
- الناس في طيبة (1979)
- ليلة الكلونيل الأخيرة (1981)
- الرهائن (1982)
- الظاهر بيبرس (1983)
- المقاول (1985)

## الجوائز
جائزة الدولة التقديرية للآداب عام 2002م علاوة على حصوله على لقب شاعر مكة في النقد عام 1421 هـ / 2000م من مؤسسة يماني الثقافية عن كتابه «المرايا المحدبة» وفوزه بجائزة محمد حسن الفقي السعودية مناصفة مع د. حسن بن فهد 1427 هـ / 2006م.